# Prazeodym
Prazeodym (Pr, łac. praseodymium) – pierwiastek chemiczny z grupy lantanowców w układzie okresowym. Nazwa pochodzi od greckich słów πρασιoς (prasios) i διδυμoς (didymos) dających razem określenie „zielony bliźniak”.

## Występowanie
Prazeodym występuje w skorupie ziemskiej w ilości 9,5 ppm. Pierwiastek ten znany był od 1841 r. Jego istnienie zostało ostatecznie dowiedzione przez Carla Auera von Welsbacha w 1885 r.
Najważniejszymi minerałami prazeodymu są:
- monacyt (Ce,La,Th,Nd,Y,Pr)PO4, zwany także piaskiem monacytowym
- bastnezyt (Ce,La,Nd,Y,Pr)CO3F, dużo rzadszy niż monacyt.